# Ratusz w Nieszawie
Ratusz w Nieszawie – pierwotnie kamienica mieszczańska, w roku 1764 wykupiona przez władze miasta z przeznaczeniem na ratusz. Przebudowany w roku 1821 i powiększony w roku 1969, obecnie jest siedzibą Urzędu Miasta w Nieszawie. 

## Historia
Pierwszy ratusz w Nieszawie był umiejscowiony pośrodku rynku. Ponieważ budynek ten został zniszczony a następnie rozebrany, w roku 1764 władze miasta kupiły jedną z kamienic rynku na swoją nową siedzibę. W roku 1821 ratusz gruntownie przebudowano w stylu klasycystycznym. W 1969 roku miała miejsce ostatnia przebudowa, podczas której znacznie powiększono budynek.

Decyzją wojewódzkiego konserwatora zabytków z dnia 20 maja 1955 roku ratusz został wpisany do rejestru zabytków.

## Architektura
Ratusz w Nieszawie jest dwukondygnacyjnym, klasycystyczny budynkiem założonym na planie prostokąta i położonym w południowej pierzei rynku. Na trójosiowej fasadzie znajduje się główne wejście, ujęte dwoma pilastrami podtrzymującymi trójkątny przyczółek. Okna posiadają obramienia, a pod nimi są opaski podtrzymane konsolkami. Fasada jest zwieńczona trójkątnym naczółkiem z płaskim, półkolistym oknem, a powyżej jest schodkowa attyka z kolistą płyciną pośrodku.

Obecnie budynek ratusza jest siedzibą Urzędu Miasta w Nieszawie.